# Mara Venier
Mara Venier (IPA: /ˈmara veˈnjɛr/), pseudonimo di Mara Povoleri (Venezia, 20 ottobre 1950), è una conduttrice televisiva e attrice italiana.
Dopo un esordio in qualità di attrice, ha debuttato come conduttrice televisiva alla fine degli anni ottanta, raggiungendo il successo negli anni novanta con la conduzione del talk show di Rai 1 Domenica in, che ha presentato per sedici edizioni. Il continuato successo del programma durante la sua conduzione (1993-1997, 2001-2003, 2004-2006, 2013-2014 e dal 2018) le è valso i soprannomi di Signora della domenica e Zia Mara.

## Biografia
Nasce a Venezia da Giovanni Povoleri, fruttivendolo di Rialto, ed Elsa Masci. Ha una sorella, Roberta. I suoi nonni materni, pugliesi, provenivano da Gioia del Colle e Acquaviva delle Fonti. Nel 1955 la famiglia si trasferisce a Mestre, nel quartiere Piave, poiché il padre aveva trovato lavoro come ferroviere in quella località, con alloggio in un palazzo popolare delle Ferrovie dello Stato destinato a dipendenti e famiglie.
Studia dalle suore Canossiane di Mestre. Diciassettenne, dopo averlo raggiunto a Milano, rimane incinta del fidanzato, il modello veneziano Francesco Ferracini. Nonostante il parere contrario del suo parroco don Gino Trevisan, giovedì 13 giugno 1968 a Mestre contrae matrimonio riparatore, con i suoi genitori che firmano per lei in quanto minorenne; ma la sera stessa il marito parte per Roma, per intraprendere una carriera di attore. A inizio ottobre nasce prematura e cagionevole una bambina; senza idee per il nome, la chiama come la suora che visto il pericolo aveva proposto il battesimo immediato: suor Elisabetta; la bimba viene quindi battezzata Elisabetta Ferracini, ed è presto fuori pericolo.
In seguito Mara si impiega come modella per rappresentanti di abbigliamento, girando con loro in furgone per poi sfilare, guadagnando cinquemila lire al giorno. Viene convocata per una parte ne Il giardino di Finzi Contini, film di Vittorio De Sica; supera il provino ma davanti a un contratto di sette anni anche per altri film, unito all'incertezza sul fare o meno l'attrice e al dover accettare scene di nudo, la fanno propendere per il rifiuto.
Nel maggio 1971 giunge a Roma dal marito Francesco Ferracini, per vedere la città e convincerlo a tornare a Mestre ad aprire una profumeria insieme. Alla Stazione Termini Ferracini la viene a prendere in Rolls-Royce con quattro amici, uno dei quali è lo stilista Roberto Capucci, il quale la ingaggia come fotomodella per la rivista Harper’s Bazaar, a centomila lire al giorno per cinque giorni di lavoro con un fotografo statunitense. Con questi soldi prende in affitto una casa sulla via Aurelia, la arreda e sua mamma può quindi portarle a Roma sua figlia Elisabetta.
Sempre nel 1971 accompagna l'ormai ex marito ai provini per il film Diario di un italiano di Sergio Capogna, tratto dal racconto Vanda di Vasco Pratolini. È invece lei ad essere scelta, come protagonista femminile. A Firenze, sul set di questo suo film d'esordio incontra l'attore Pier Paolo Capponi, con cui intreccia una relazione. Per la sua interpretazione riceve il Laceno d'oro come Migliore attrice giovane, così come lo ricevono il regista Capogna e l'altra protagonista femminile Alida Valli.
A Roma, Mara è solita accompagnare Capponi nella libreria "Al tempo ritrovato", in piazza Farnese, ritrovo di intellettuali, politici e artisti impegnati a sinistra, tra cui Gian Maria Volonté, personaggi fra i quali lei si sente fuori luogo. Presto, ispirata dal modo di vestire della nota cantante Gabriella Ferri, fatto di coloriti abiti usati, apre in società con un'amica romagnola un negozio proprio di abiti usati in piazza del Teatro di Pompeo, nei pressi di Campo de' Fiori, chiamato "Al tempo perso", per fare scherzosamente il verso alla nota e vicina libreria. Il negozio diviene presto frequentato anche da celebrità, fra cui la stessa Gabriella Ferri, con la quale Mara stringe amicizia; le due si recano più volte insieme ad Ercolano a rifornirsi di abiti usati americani compressi in balle. Mara diviene nota come "la stracciarola di Campo de' Fiori".
Nonostante il lavoro di commerciante non tralascia la recitazione: nel 1973 partecipa alla serie TV di Dario Argento La porta sul buio nell'episodio La bambola, diretto da Mario Foglietti. Nel 1975 dà alla luce Paolo Capponi, il suo secondogenito, e qualche mese dopo rifiuta telefonicamente una proposta per il teatro da Giorgio Strehler, a Milano; precisamente la parte della protagonista Gasparina ne Il campiello, di Carlo Goldoni.

### Gli inizi

Mara Venier in una scena del film Al bar dello sport di Francesco Massaro (1983)

Agli esordi seguirono molti film, come Zappatore (1980) di Alfonso Brescia, con Mario Merola, e molte commedie all'italiana, come Testa o croce (1982) di Nanni Loy, in cui affiancò Renato Pozzetto e diversi film girati con l'allora compagno Jerry Calà, come Al bar dello sport, con Lino Banfi (1983) e la serie televisiva Professione vacanze, trasmessa su Italia 1 nel 1987.

### L'abbandono del cinema e la lunga carriera da conduttrice
Il suo ultimo film per il cinema è anche l'ultimo diretto da Nanni Loy: Pacco, doppio pacco e contropaccotto del 1993. Nella seconda metà degli anni novanta recitò invece in alcune fiction televisive, come La voce del cuore (1995), trasmessa da Canale 5, in cui era affiancata da Gianni Morandi, Il goal del martin pescatore (1996) e Ritornare a volare (1998). A partire dal 1998 abbandona l'attività di attrice per concentrarsi solamente su quella di conduttrice televisiva e torna al cinema solo per interpretare se stessa in brevi camei, come in Paparazzi, diretto da Neri Parenti (1998), Torno a vivere da solo di Jerry Calà (2008) e nel cinepanettone Vacanze di Natale a Cortina, anche questo con la regia di Neri Parenti (2011).
Nanni Loy fu il talent scout che la scoprì lanciandola in televisione con alcune candid camera. Di lì a poco cominciò a muovere i primi passi da conduttrice con il Cantagiro, accanto all'allora semisconosciuto Fiorello, in Una rotonda sul mare (per il quale vince il Telegatto) e in Ora di punta. Successivamente lavorò a Odeon TV, dove nel mese di maggio condusse dal lunedì al venerdì L'ospite in pasta, un talk show in venti puntate nel quale si raccontavano debolezze e virtù di un intervistato.
Alla Rai nel 1991 conduce insieme ad Enrico Vaime il talk show E compagnia bella.

### Il successo con Domenica In (1993-1997)
Nel 1993 l'allora direttore di Rai 1 Carlo Fuscagni la scelse per affiancare Luca Giurato nell'edizione 1993-1994 di Domenica in. Il successo personale ottenuto le permise di diventare nella stagione successiva la conduttrice di punta della trasmissione. I grandi ascolti e il gradimento del pubblico portarono la conduttrice a presentare e firmare come autrice il contenitore domenicale per tre stagioni consecutive con enorme successo fino al 1997.

#### Gli altri successi in TV (1994-1997)
Nel periodo della conduzione di Domenica in, fu chiamata da Pippo Baudo a condurre anche il Dopofestival di Sanremo nel 1994 e Luna Park dal 1994 al 1997, conducendone la puntata del mercoledì. Risale a questi anni lo scalpore suscitato dalla vicenda delle telepromozioni: Mara Venier (come Pippo Baudo e Rosanna Lambertucci) viene indagata dal Tribunale di Milano con l'accusa di avere richiesto compensi personali extra per interpretare in modo persuasivo i messaggi pubblicitari. Nel 1998 la Venier patteggia la pena di un anno e quattro mesi per il reato di concussione dopo avere risarcito le aziende danneggiate.
Il 19 novembre 1995, conduce una puntata speciale di prima serata di Domenica in dal titolo Domenica In. Anteprima Zecchino D'Oro, evento speciale dedicato allo Zecchino d'Oro.
Sempre nel 1995 esce il suo primo libro dal titolo A tu per tu, edito da Rizzoli.
Nel 1995 è protagonista degli spot del noto marchio di cucine Snaidero.
Viene premiata col Telegatto come "personaggio femminile dell'anno" per tre edizioni consecutive nel 1994,1995 e 1996.
Durante il Premio TV - Premio regia televisiva nel 1994 e 1996 Mara viene premiata come "personaggio femminile dell'anno".

### Il breve passaggio a Mediaset (1997-2000)
Nel 1997 ha lasciato la Rai per approdare a Mediaset, evento preceduto da alcune incursioni nelle TV di Silvio Berlusconi, come la conduzione insieme a Mike Bongiorno su Canale 5 di Viva Napoli (1994-1995), e insieme a Corrado su Canale 5 del Gran Premio Internazionale dello Spettacolo (1995-1996). Ha esordito quindi con la serata evento dedicata alla moda Donna sotto le stelle, ma soprattutto con la trasmissione quotidiana Ciao Mara nella fascia del mezzogiorno. Il programma non ebbe fortuna e venne chiuso poco dopo per bassi ascolti. Sempre a Mediaset condusse con altrettanti freddi consensi le trasmissioni Una goccia nel mare e Forza papà nel 1998 (quest'ultimo condotto assieme a Gerry Scotti), e nel 1999 il numero zero Le faremo sapere (in seguito affidato a Gerry Scotti con il titolo Provini - Tutti pazzi per la TV) e La vita è meravigliosa.
Nel 1997 è protagonista degli spot di Tim Telecom Italia mobile.

### Scandalo quiz truccato
Questa vicenda riguarda uno scandalo avvenuto nel 1997 durante la trasmissione Domenica In, condotta da Mara Venier, che denunciò in diretta delle irregolarità nei quiz del programma. Il caso portò a un'inchiesta giudiziaria e, nel 2008, alla condanna di Umberto Baldini, funzionario della Direzione regionale delle Entrate per il Lazio, a un anno di reclusione per falso.
Nonostante fosse presentato come "notaio" nel programma, il Consiglio nazionale del notariato precisò che Baldini non era un notaio ai sensi della legge, ma solo un funzionario pubblico. Secondo le accuse, i partecipanti al quiz venivano scelti in modo pilotato anziché attraverso un vero sorteggio casuale tra gli abbonati Rai. Lo scandalo scoppiò quando un telespettatore rispose esattamente a una domanda prima ancora che fosse formulata.
La sentenza della II sezione del tribunale di Roma assolse altre persone coinvolte, mentre in passato ci furono quattro patteggiamenti con pene tra i 10 mesi e un anno. L'ex programmista Rai Paolo De Andreis fu prosciolto, e una decina di posizioni vennero archiviate. Baldini dovette anche risarcire i danni alla Rai e alla BNL, da quantificare in sede civile.
Si tratta di uno dei casi più clamorosi di irregolarità in un programma televisivo italiano, che mise in discussione la trasparenza dei quiz televisivi e il loro regolamento.

### Il ritorno in Rai (2000)
Nel 2000 è tornata in Rai con la conduzione di Fantastica italiana, con Massimo Lopez, che però non ottiene successo, in quanto trasmesso nella serata in contrapposizione con la prima edizione del Grande Fratello, fenomeno televisivo di quella stagione. Prima ancora Mara aveva preso parte allo show più breve della storia della TV, Katia e Mara verso oriente, con Katia Ricciarelli, interrotto dopo pochissimi secondi, causa nubifragio. Sorte simile toccò un anno dopo allo show Venezia, la luna e tu, con ancora Mara e Katia alla conduzione, interrotto anche in questo caso a causa della pioggia.
Nel 2001 affianca Carlo Conti, Antonella Clerici ed Ela Weber nella conduzione dell'edizione 2001-2002 di Domenica in.
Visto il buon riscontro personale, nella stagione 2002-2003 ritorna a essere l'unica conduttrice di Domenica in, richiamando con se buona parte del cast con cui divise le edizioni degli anni novanta senza però riuscire a ripeterne i fasti, tanto che nella stagione seguente viene sostituita alla conduzione da Paolo Bonolis; sempre nella stagione televisiva 2002-2003 conduce anche il programma Il castello, game-show in onda nell'access-prime time di Rai 1, alternandosi ogni settimana con Pippo Baudo e Carlo Conti. Nell'estate 2003 conduce Telefonate al bivio, diretta da Gianni Boncompagni. Torna ancora a Domenica in, per l'edizione 2004-2005, affiancata da Paolo Limiti e Massimo Giletti.
Nel 2005 conduce la puntata del mercoledì della 48ª edizione dello Zecchino d'Oro.
Nell'edizione 2005-2006 con Domenica in divisa in tre blocchi, la Venier conduce la prima parte diretta da Gianni Boncompagni intitolata Maramao che in seguito ai bassi ascolti registrati viene sostituita, dalla settimana successiva, dal rotocalco rosa Domenica in... TV, sempre con Mara Venier come presentatrice, che ottiene invece ottimi ascolti.
Una rissa verbale avvenuta fra Adriano Pappalardo e Antonio Zequila durante la puntata di Domenica in... TV del 22 gennaio 2006 fece decidere ai dirigenti Rai la sospensione del programma per una puntata la domenica successiva; in seguito, conclusasi la stagione, Mara Venier, accusata di non avere frenato le intemperanze dialettiche dei due, fu sostituita da Lorena Bianchetti per la successiva edizione del contenitore domenicale. Questo allontanamento forzato ha causato una battuta d'arresto alla carriera della conduttrice, che per alcuni anni ha condotto solo show minori e spettacoli evento.
Per 4 anni di fila, dal 2007 al 2010, ha condotto per Rai 2 il Concerto di Natale. Nel marzo 2009 passa su Canale 5 come inviata speciale dal Brasile della quarta edizione del reality show La fattoria, condotto da Paola Perego.

### La vita in diretta e gli altri progetti
Nella stagione 2010-2011 conduce su Rai 1 La vita in diretta, affiancando così il giornalista Lamberto Sposini. Viene confermata anche nella stagione 2011-2012 con alcune novità: l'abbandono di Lamberto Sposini per motivi di salute, sostituito da Marco Liorni, e l'allungamento della durata del programma. Il 31 dicembre 2010 conduce su Rai 1, in diretta da Rimini, L'anno che verrà, con Pino Insegno.
Il 30 maggio 2011 affianca Fabrizio Frizzi nella ventesima edizione de La partita del cuore. Nel 2012 La vita in diretta, condotta con Marco Liorni, si aggiudica il "premio regia televisiva". Il 20 giugno 2012 ha condotto il Premio Biagio Agnes in seconda serata su Rai 1. Conduce La vita in diretta anche nella stagione 2012-2013, con riconfermato successo.
Dal 29 settembre 2013 conduce la nuova edizione di Domenica in che, nella stagione 2013/2014, torna ad assumere la connotazione di contenitore unico.
A dicembre 2013 prende parte alla maratona Telethon. Nel marzo 2014 annuncia che, al termine di Domenica in, lascerà la Rai.

### Le nuove esperienze a Mediaset traTú sí que valeseL'isola dei famosi(2014-2018)
Mara Venier fa il suo ritorno a Mediaset il 18 ottobre 2014, partecipando come giudice esterno del nuovo talent show di Canale 5, Tú sí que vales, in onda nella prima serata del sabato. Dal 15 novembre è diventata giurata fissa del programma, e alla fine dell'edizione Maria De Filippi annuncia che, a partire da quella successiva, sarebbe stata il quarto giudice del talent show, affiancandola a Gerry Scotti e Rudy Zerbi.
Dopo aver rifiutato la candidatura da parte di Silvio Berlusconi a diventare sindaco di Venezia, dal gennaio 2015 è diventata opinionista della decima edizione de L'isola dei famosi su Canale 5, condotta da Alessia Marcuzzi (ruolo che aveva già ricoperto nella quinta e sesta edizione del reality, trasmesse su Rai 2 e condotte da Simona Ventura). Intanto, grazie alla ritrovata popolarità, è ospite di numerosi programmi televisivi Mediaset. Da settembre 2015 è nuovamente giurata a Tú sí que vales e conduce alcune puntate di Striscia la notizia, con Michelle Hunziker. 
In ottobre esce il suo secondo libro dal titolo Amori della zia, edito da Mondadori, dove si racconta e narra non solo la sua carriera, ma anche la sua vita privata.
Il 31 dicembre 2015 presenta al fianco di Gigi D'Alessio la serata Capodanno con Gigi D'Alessio, in diretta su Canale 5 per festeggiare l'arrivo del 2016, e nel marzo successivo ha ricoperto nuovamente il ruolo dell'opinionista per l'undicesima edizione de L'isola dei famosi. Nell'autunno successivo è stata di nuovo giudice di Tú sí que vales, nonché giurata della finale dell'edizione 2016 di Miss Italia, condotta da Francesco Facchinetti su LA7.
Nel dicembre 2016 torna brevemente in Rai conducendo Telethon Show su Rai 1, assieme a Fabrizio Frizzi. Nella stagione 2017-2018 lavora principalmente per Mediaset, in ruoli minori ma popolari. È di nuovo giudice popolare del talent show Tú sí que vales (2017) e torna come opinionista (2018) nella tredicesima edizione de L'isola dei famosi, condotta da Alessia Marcuzzi.

### I nuovi progetti in Rai (dal 2018 ad oggi)
Dalla stagione 2018-2019 la Venier torna di nuovo in Rai, dove riprende la conduzione di Domenica in. A settembre 2019 vince il "San Gennaro day" a Napoli, il "premio Simpatia" a Roma e il 20 ottobre vince il "Leone d'oro alla carriera" consegnato a Domenica In dal sindaco di Venezia per il grande contributo dato alla televisione italiana. Nella stagione 2019-2020 oltre a Domenica in conduce La porta dei sogni in prima serata su Rai 1. A partire dal 13 gennaio 2020 e fino al 7 febbraio conduce il programma radiofonico Chiamate Mara 3131 trasmesso su Rai Radio 2. 
Nel 2020 è ospite per la serata finale del Festival di Sanremo, oltre a condurre Domenica in dallo stesso palco e viene confermata per l'edizione 2020-2021 alla conduzione di Domenica in. 
Dal 2 al 5 dicembre 2020 avrebbe dovuto condurre lo Zecchino d'Oro, ma il programma, a seguito della positività al COVID-19 del conduttore Carlo Conti, è stato rimandato al 30 maggio 2021. La conduzione viene affidata a Mara Venier dagli studi di Roma e a Conti da Bologna.
Il 6 maggio 2021 è uscito il suo terzo libro dal titolo Mamma, ti ricordi di me?, edito da Rai Libri.
Il 27 maggio 2021 nel corso della settima edizione del "premio Anna Magnani" ha ricevuto il "premio TV" per il successo ottenuto alla conduzione di Domenica in ed alla sua brillante carriera. Il 4 luglio del medesimo anno conduce, da Pietrelcina, la 22ª edizione di Una voce per Padre Pio, e sarà presente allo stesso modo anche nella 23ª , 24ª e 25ª edizione. 
Il 12 dicembre del medesimo anno conduce, sempre sulla prima rete Rai, la serata Festa di Natale - Una serata per Telethon, con Paolo Belli.
La sera del 6 gennaio 2022 vince la puntata speciale del programma Soliti ignoti dedicata all'estrazione finale dei premi della Lotteria Italia, donando il montepremi ad ActionAid.
Venerdì 27 maggio 2022 in diretta su Rai 1 in prima serata conduce lo speciale Domenica in Show per festeggiare il grande successo della stagione 2021-2022 del programma domenicale.
Il 13 luglio 2022 al Benevento Cinema Televisione Festival le viene consegnato il "premio alla carriera" durante una serata a lei dedicata.
Nel mese di novembre è la protagonista dello spot, in bianco e nero, realizzato dalla Rai in occasione della Giornata internazionale per l'eliminazione della violenza contro le donne.
Da febbraio 2023 diventa testimonial di Poste Energia (l'offerta luce e gas di Poste Italiane) facendo anche da protagonista negli spot radio e TV. Regista dello spot TV è Ferzan Özpetek.
Il 25 aprile 2023 nella Sala del Maggior Consiglio di Palazzo Ducale a Venezia riceve il “premio San Marco" (promosso dall'amministrazione comunale per rendere omaggio alle "eccellenze veneziane metropolitane") in quanto «sempre attenta a valorizzare le sue origini e vicina alla città di Venezia anche nei momenti di grande difficoltà».
Il 30 ottobre 2023 il presidente della Repubblica Sergio Mattarella, durante la celebrazione al Palazzo del Quirinale dei 'Giorni della Ricerca' ha consegnato a Mara Venier il "premio AIRC - Credere nella ricerca". Il premio è stato motivato per l'impegno  continuativo da oltre 25 anni della conduttrice con le sue trasmissioni televisive, seguite da un pubblico ampio ed eterogeneo, nelle quali sono stati raccontati con autentico coinvolgimento le storie dei malati e l'impegno dei ricercatori coinvolgendo il pubblico nelle donazioni e contribuendo così alla ricerca sul cancro.
Il 22 novembre 2023 su Rai 1 conduce con Loretta Goggi in prima serata Noi e..., uno spettacolo di beneficenza per raccogliere fondi a sostegno dell'UNICEF.
Nello stesso periodo del 2024 inizia a condurre un nuovo programma, Le stagioni dell'amore, al sabato pomeriggio sempre su Rai 1, ed è confermata alla guida di Noi e....
Nel 2024 ritorna alla recitazione cinematografica entrando nel cast del film Diamanti, diretto da Ferzan Özpetek.

## Vita privata

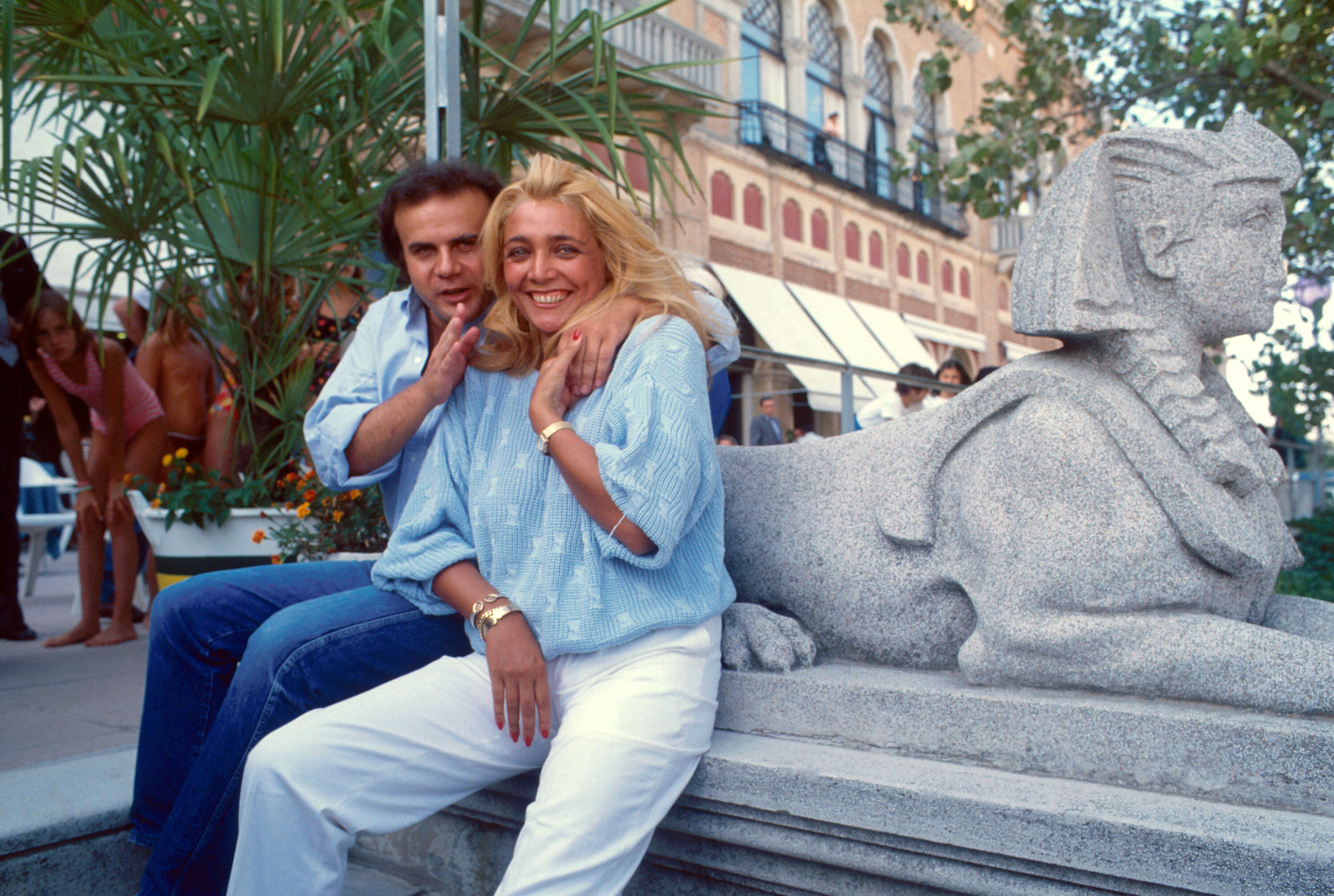
Mara Venier assieme a Jerry Calà negli anni '80

A Mestre, dove è cresciuta nella zona popolare del quartiere Piave, ha conosciuto l'attore Francesco Ferracini, morto il 24 maggio 2016, da cui ha avuto Elisabetta, divenuta poi conduttrice televisiva e che l'ha resa nonna di Giulio nel 2002. I due si sono poi sposati, ma il matrimonio è terminato poco dopo.
Ha anche un figlio, Paolo, nato nel 1975, avuto con l'attore Pier Paolo Capponi, da cui nel 2017 ha avuto un secondo nipote di nome Claudio.
Nel 1984 ha sposato l'attore Jerry Calà, da cui si è separata nel 1985. Successivamente ha avuto una lunga relazione con Renzo Arbore, conclusasi nel 1997, e una più breve con l'attore italostatunitense Armand Assante. Dal 28 giugno 2006 la Venier è sposata con il produttore cinematografico Nicola Carraro. La cerimonia è stata officiata da Walter Veltroni.

## Filmografia

### Cinema
- Diario di un italiano, regia di Sergio Capogna (1973)
- La badessa di Castro, regia di Armando Crispino (1974)
- Abbasso tutti, viva noi, regia di Gino Mangini (1974)
- Cattivi pensieri, regia di Ugo Tognazzi (1976)
- Un'emozione in più, regia di Francesco Longo (1979)
- Zappatore, regia di Alfonso Brescia (1980)
- ...e noi non faremo karakiri, regia di Francesco Longo (1981)
- Testa o croce, regia di Nanni Loy (1982)
- Al bar dello sport, regia di Francesco Massaro (1983)
- Chewingum, regia di Biagio Proietti (1984)
- Animali metropolitani, regia di Steno (1987)
- Caramelle da uno sconosciuto, regia di Franco Ferrini (1987)
- Kamikazen - Ultima notte a Milano, regia di Gabriele Salvatores (1987)
- Delitti e profumi, regia di Vittorio De Sisti (1988)
- Night Club, regia di Sergio Corbucci (1989)
- Il ritorno del grande amico, regia di Giorgio Molteni (1989)
- Pacco, doppio pacco e contropaccotto, regia di Nanni Loy (1993)
- Paparazzi, regia di Neri Parenti (1998)
- Torno a vivere da solo, regia di Jerry Calà (2008)
- Vacanze di Natale a Cortina, regia di Neri Parenti (2011)
- Pecore in erba, regia di Alberto Caviglia (2015)
- Chi ha rapito Jerry Calà?, regia di Jerry Calà (2023)
- Diamanti, regia di Ferzan Özpetek (2024)
- Enigma, regia di Zackary Drucker (2025) - film documentario (immagini di repertorio)[35]

### Televisione
- La porta sul buio, regia di Mario Foglietti – miniserie TV, episodio La bambola (1973)
- Diagnosi, regia di Mario Caiano – miniserie TV (1975)
- Greggio e pericoloso, regia di Enzo Tarquini (1981)
- Un gusto molto particolare, regia di Giorgio Molteni (1982)
- Atelier, regia di Vito Molinari (1986)
- Portami la luna, regia di Carlo Cotti (1987)
- Professione vacanze – serie TV (1987)
- Tutti in palestra, regia di Vittorio De Sisti – miniserie TV (1987)
- La famiglia Brandacci, regia di Sergio Martino – miniserie TV (1987)
- La voce del cuore, regia di Lodovico Gasparini – miniserie TV (1995)
- Il goal del martin pescatore, regia di Ruggero Miti (1996)
- Ritornare a volare, regia di Ruggero Miti – miniserie TV (1998)
- Gloria – serie TV, episodio 1x02 (2024) - cameo

## Programmi televisivi
- Disco slalom (Rete 3, 1981)
- Candid Camera Show (Italia 1, 1987-1990)
- Troppo forti (Rai 1, 1988)
- Il Cinema torna a Sorrento (Rai 2, 1990)
- Una rotonda sul mare (Canale 5, 1990)
- E compagnia bella (Rai 2, 1991)
- Aspetta e ved...RAI (Rai 1, 1991)
- Premio Grolle d'Oro 1991 (Rai 2, 1991)
- Mostra Internazionale del Cinema di Venezia (Rai 1, 1991)
- Cantagiro (Rai 2, 1991-1992)
- Ora di punta (Rai 1, 1992)
- Quando correva Nuvolari (Rai 2, 1992)
- Giffoni Film Festival (Rai 1, 1993)
- L'ospite in pasta (Odeon TV, 1993)
- Domenica in (Rai 1, 1993-1997, 2001-2006, 2013-2014, dal 2018)
  - Domenica in... Speciale Sanremo (Rai 1, 1994-1997, 2002-2003, 2005-2006, 2014, dal 2019) 
  -  Domenica in... tour (Rai 1, 1994-1995) 
  -  Domenica in... aspettando i risultati elettorali (Rai 1, 1994, 1996)
  -  Domenica in... San Valentino (Rai 1, 1995-1996)
  -  Domenica in... America (Rai 1, 1995)
  -  Domenica in... Vacanze (Rai 1, 1995)
  -  Domenica inSieme per la speranza (Rai 1, 1995-1996)
  -  Domenica in... Anteprima Zecchino D'Oro (Rai 1, 1995)
  -  Domenica in... Sanremo Moda (Rai 1, 1996)
  -  2002 in (Rai 1, 2002)
  -  Domenica in...Speciale Capodanno (Rai 1, 2002-2003)
  -  Domenica in Show (Rai 1, 2022)
- Ti presento un amico (Rai 1, 1993)
- Lo sport contro la droga (Rai 1, 1993)
- DopoFestival (Rai 1, 1994)
- Viva Napoli (Canale 5, 1994-1995)
- Vota la voce (Canale 5, 1994)
- Luna park (Rai 1, 1994-1997)
  - Una sera al Luna Park (Rai 1, 1995)
  - Buon compleanno Luna Park (Rai 1, 1995)
  - La Zingara (Rai 1, 1995-1996)
  - Bentornato Luna park (Rai 1, 1996)
  - Le Torri della Zingara (Rai 1, 1996-1997)
- Gran Premio Internazionale dello Spettacolo (Canale 5, 1995-1996)
- Premio Campiello (Rai 2, 1995 Rai 1, 1996)
- Regalo di Natale (Rai 1, 1995)
- La partita del cuore (Rai 1, 1996, 2011)
- Serata Gershwin (Rai 1, 1996)
- Mai dire Gol (Italia 1, 24 febbraio 1997)
- Donna sotto le stelle (Canale 5, 1997)
- Ciao Mara (Canale 5, 1997)
- Una goccia nel mare (Canale 5, 1998)
- Forza papà (Canale 5, 1998)
- Canzoni sotto l'albero (Canale 5, 1998)
- Premio Barocco (Rai 1, 1998)
- Volare... Emozioni 1998 (Canale 5, 1998)
- Le faremo sapere (Canale 5, 1999)
- Modamare a Positano (Canale 5, 1999)
- La vita è meravigliosa (Canale 5, 2000)
- Evviva il 2 di giugno (Rai 1, 2000)
- Katia e Mara verso oriente (Rai 1, 2000)
- Fantastica italiana (Rai 1, 2000)
- Venezia, la luna e tu (Rai 1, 2001)
- Un ponte tra le stelle (Rai 1, 2002)
- Il castello (Rai 1, 2002-2003)
- Telefonate al buio (Rai 1, 2003)
- WaterShow - Premio Civitas (Rai 2, 2003, 2005)
- I Nostri Angeli - Premio Luchetta (Rai 1, 2004)
- Festa in casa Martini (Rai 1, 2004)
- Zecchino d'Oro (Rai 1, 2005, 2021)
- L'isola dei famosi (Rai 2, 2007-2008; Canale 5, 2015-2016, 2018) Opinionista
- Concerto di Natale (Rai 2, 2007-2010)
- La fattoria (Canale 5, 2009) Inviata
- Il più grande (italiano di tutti i tempi) (Rai 2, 2010) Giurata
- La vita in diretta (Rai 1, 2010-2013)
- Telethon (Rai 1, 2010-2013, 2016, 2021)
- L'anno che verrà (Rai 1, 2010)
- Buon pomeriggio Italia! (Rai 1, 2011-2013)
- Premio Biagio Agnes (Rai 1, 2012, dal 2019)
- Tú sí que vales (Canale 5, 2014-2017) Giudice popolare
- Striscia la notizia (Canale 5, 2015)
- Capodanno con Gigi D'Alessio (Canale 5, 2015-2016)
- Miss Italia (LA7, 2016) Giurata
- Natale e quale show (Rai 1, 2016) Giurata
- La porta dei sogni (Rai 1, 2019-2020)
- Una voce per Padre Pio (Rai 1, dal 2021)
- Noi e... (Rai 1, 2023-2024)
- Le stagioni dell'amore (Rai 1,  2024-2025)
- Ne vedremo delle belle (Rai 1, 2025) Giudice

## Radio
- Contatto Radio, in diretta con Mauro Coruzzi (Radio Capital, 1993)
- Chiamate Mara 3131 (Rai Radio 2, 2020)

## Opere
- A tu per tu, Roma, Rizzoli, 1995, ISBN 8817844160
- Amori della zia, Roma, Mondadori, 2015, ISBN 8891803235
- Mamma, ti ricordi di me?, Roma, Rai libri, 2021, ISBN 9788839718136